# بانکسیا سرسرخ
بانکسیای سرسرخ (نام علمی: Banksia erythrocephala) نام یک گونه از سرده بانکسیا است.